# Dead Bang
Dead Bang is een Amerikaanse actiefilm uit 1989 onder regie van John Frankenheimer.

## Verhaal
Wanneer er op kerstavond een politieagent wordt gedood door een overvaller, gaat inspecteur Jerry Beck op zoek naar de moordenaar. Het spoor leidt naar de pas vrijgekomen bandiet Bobby Barnes. Inspecteur Beck komt erachter dat Barnes deel uitmaakt van een groep blanke extremisten.

## Rolverdeling
| Acteur              | Personage       |
| ------------------- | --------------- |
| Don Johnson         | Jerry Beck      |
| Penelope Ann Miller | Linda           |
| William Forsythe    | Arthur Kressler |
| Bob Balaban         | Elliot Webly    |
| Frank Military      | Bobby Burns     |
| Tate Donovan        | John Burns      |
| Antoni Stutz        | Ray             |
| Mickey Jones        | Sleepy          |
| Ron Campbell        | Crossfield      |
| William Traylor     | Elton Tremmel   |
| Hy Anzell           | Kapitein Waxman |
| Michael Jeter       | Dr. Krantz      |
| Tim Reid            | Chef Dixon      |
| James B. Douglas    | Agent Gilroy    |
| Brad Douglas        | Chef Hillard    |